# KT Rolster
KT Rolster ist ein E-Sport-Werksteam des südkoreanischen Telekommunikationsunternehmens Korea Telecom.

## Geschichte
Das Team wurde im Dezember 1999 gegründet und trägt nach mehreren Namensänderungen seit August 2009 den aktuellen Namen KT Rolster. Es war eines der KeSPA-Proleague Teams in StarCraft: Brood War bzw. seinem Nachfolger StarCraft II. Dort hat das Team drei Titel sowie einige weitere Podestplätze erringen können.
Seit Oktober 2012 unterhielt das Team auch zwei Mannschaften in League of Legends („Arrows“ und „Bullets“). Die Bullets gewannen als Repräsentant Südkoreas die Asian Indoor & Martial Arts Games 2013 sowie die IEM Season VIII World Championship in Katowice. In OGN Champions war ihr bestes Abschneiden ein Zweiter Platz im Sommer 2013. Im Sommer 2014 gewannen die bis dahin weniger erfolgreichen KT Arrows überraschend das letzte OGN-Champions-Turnier nach dem alten Format. Seit der Spring Season 2015 ist in der höchsten koreanischen Liga nur noch ein Team pro Organisation erlaubt, sodass die Trennung in Arrows und Bullets beendet wurde.
Mit dem Ende der Proleague und der Verstrickung von Lee Seung-hyun (Life) in einen Wettmanipulationsskandal löste sich die StarCraft-Abteilung zum Ende des Jahres 2016 auf.

## Spieler

### StarCraft: Brood War & StarCraft 2 (Auswahl)
- Lee „NaDa“ Yoon-yeol (Terraner, 2002–2003)
- Kim „TheMarine“ Jeong-min (Terraner, 2003–2006)
- Hong „YellOw“ Jin-ho (Zerg, 2002–2008)
- Park „Reach“ Jeong-seok (Protoss, 2004–2008, 2010–2012)
- Lim „ZergBong/NesTea“ Jae-duk (Zerg, 2006–2010)
- Woo „Violet“ Jung-ho (Protoss, 2007–2011)
- Lee „Flash“ Young-ho (Terraner, 2007–2015)
- Kim „Stats“ Dae-yeob (Protoss, 2009–2016)
- Joo „Zest“ Sung-wook (Protoss, 2011–2016)
- Jun „TY“ Tae-yang  (Terraner, 2013–2016)
- Jung „jjakji“ Ji-hoon  (Terraner, 2015–2016)
- Lee „Life“ Seung-hyun (Zerg, 2015–2016)
- Hwang „Losira“ Kang-ho (Zerg, 2015–2016)
- Lee „Leenock“ Dong-nyoung (Zerg, 2016)

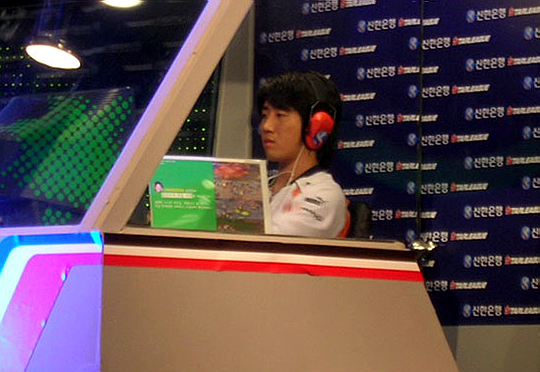
YellOw (2008)
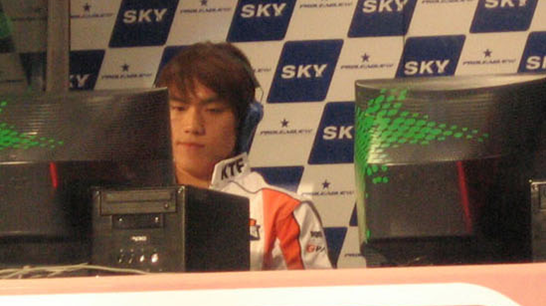
Reach (2009)
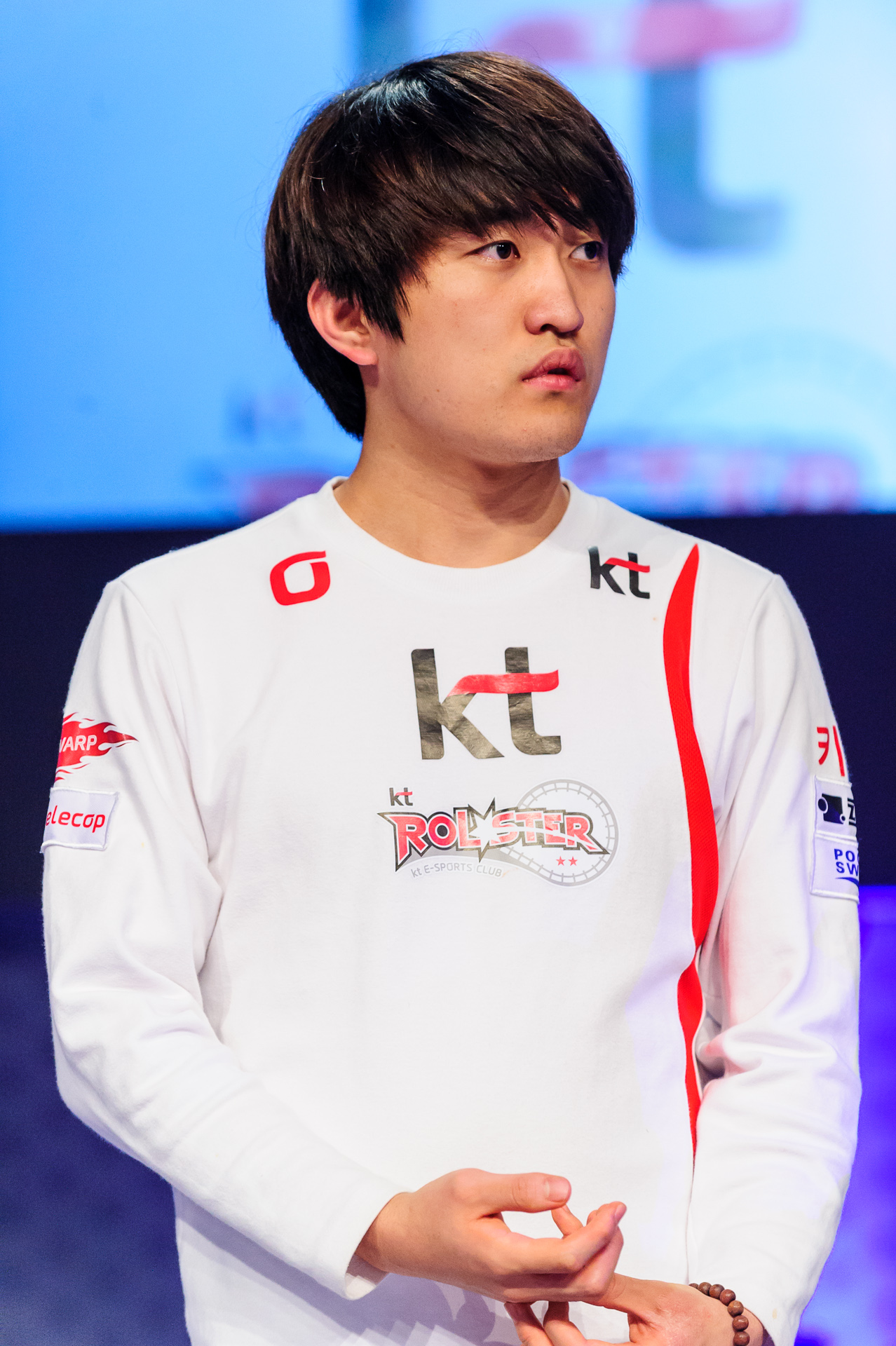
Flash (2013)
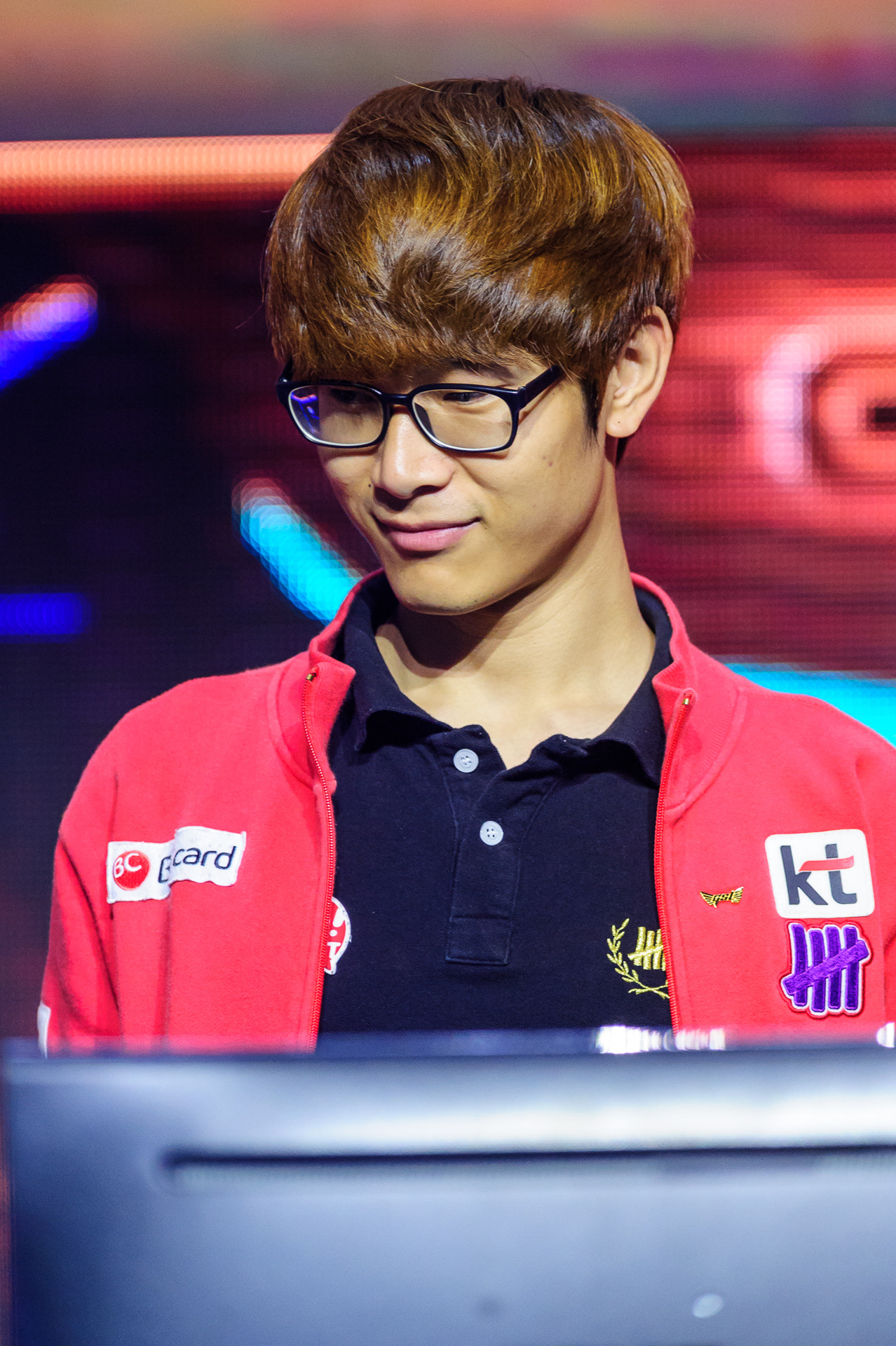
Zest (2014)
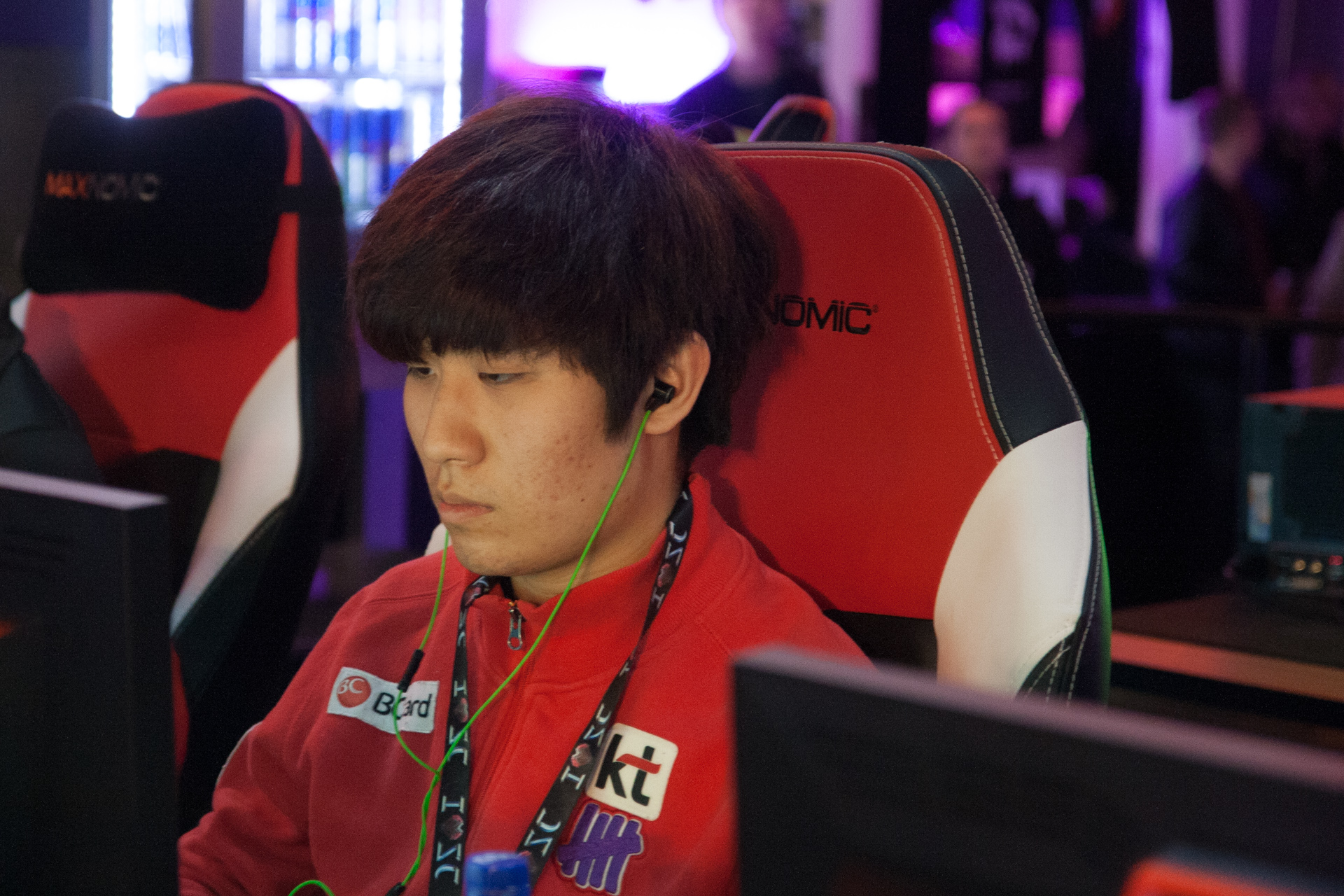
TY (2015)
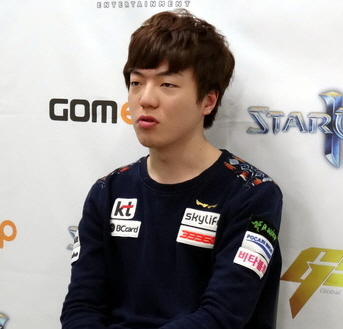
Life (2015)
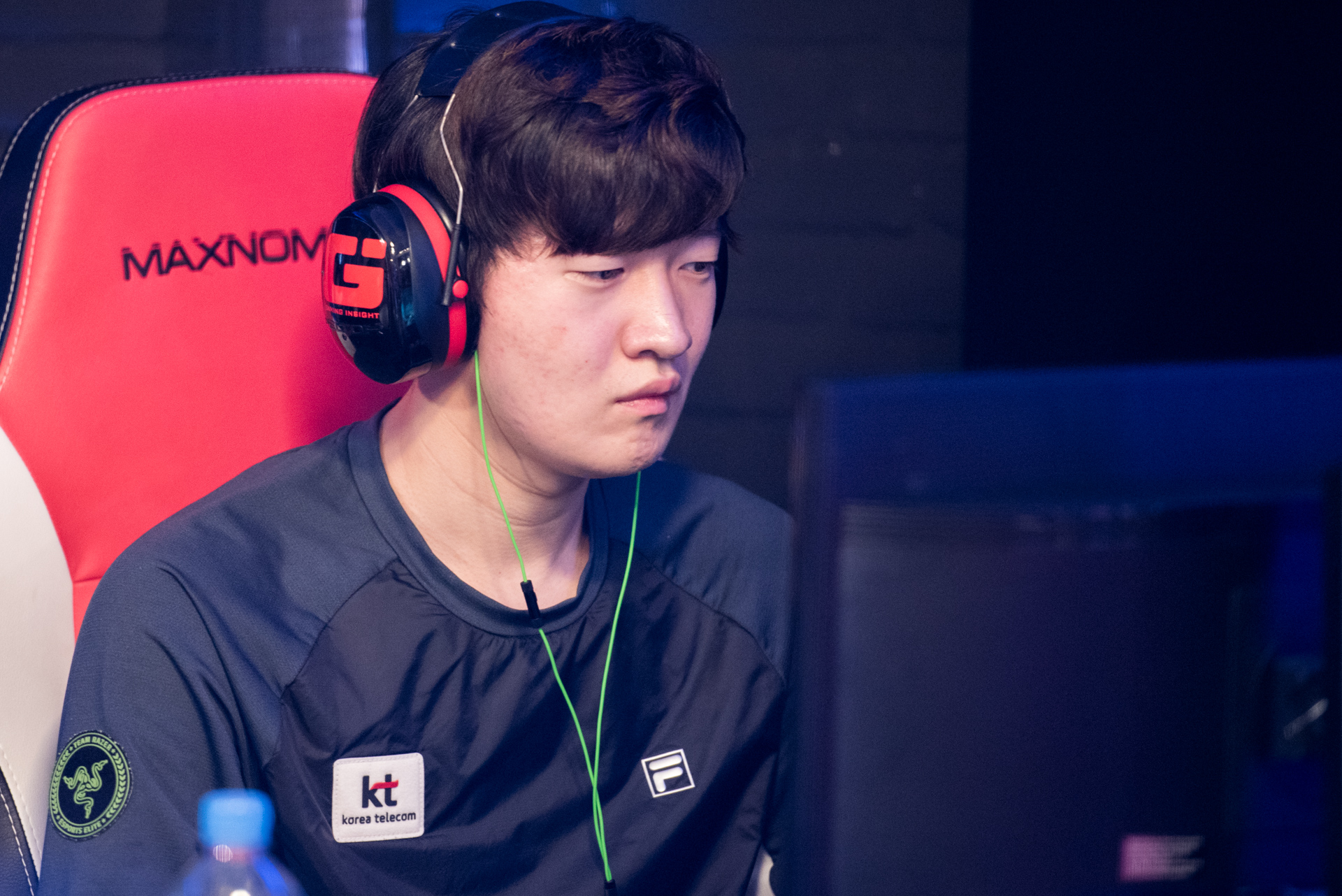
Stats (2016)

### League of Legends
| KT Arrows beim OGN Champions Summer 2014 - Kim „Ssumday“ Chan-ho - Matt „KaKAO“ Byung-kwon - Song „Rookie“ Eui-jin - Noh „Arrow“ Dong-hyeon - Ha „Hachani“ Seung-chan | KT Bullets bei der IEM Season 8 Katowice (2014) - Lee „Leopard“ Ho-seong - Choi „inSec“ In-seok - Yoo „Ryu“ Sang-wook - Go „Score“ Dong-bin - Won „Mafa“ Sang-yeon | KT Rolster bei der LCK Summer 2018 - Song „Smeb“ Kyung-ho - Go „Score“ Dong-bin - Son „Ucal“ Woo-hyeon - Kim „Deft“ Hyuk-kyu - Cho „Mata“ Se-hyeong | KT Rolster bei der LCK Summer 2023 - Kim „Kiin“ Gi-in - Moon „Cuzz“ Woo-chan - Gwak „Bdd“ Bo-seong - Kim „Aiming“ Ha-ram - Son „Lehends“ Si-woo |

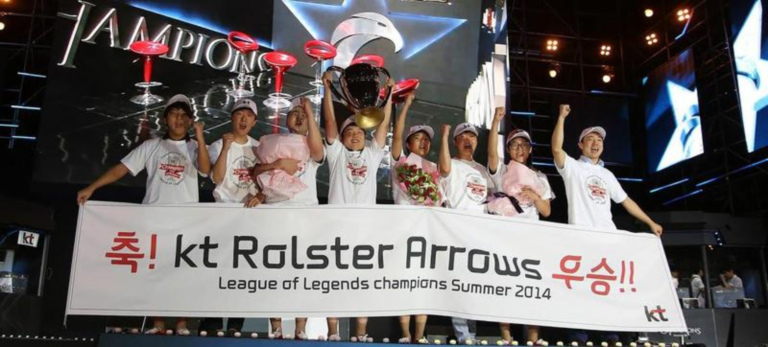
KT Arrows nach dem Sieg beim OGN Hot6ix Champions Summer (2014)
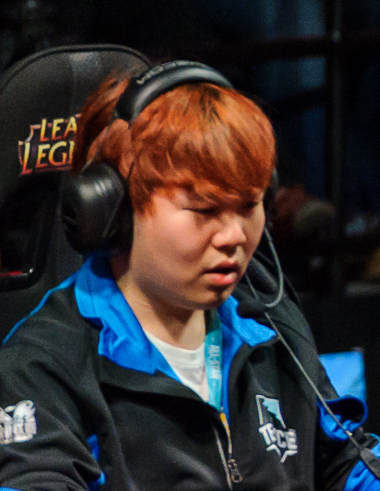
Rookie (2015)
KT Rolster bei der Weltmeisterschaft 2015
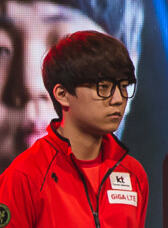
Ssumday (2015)
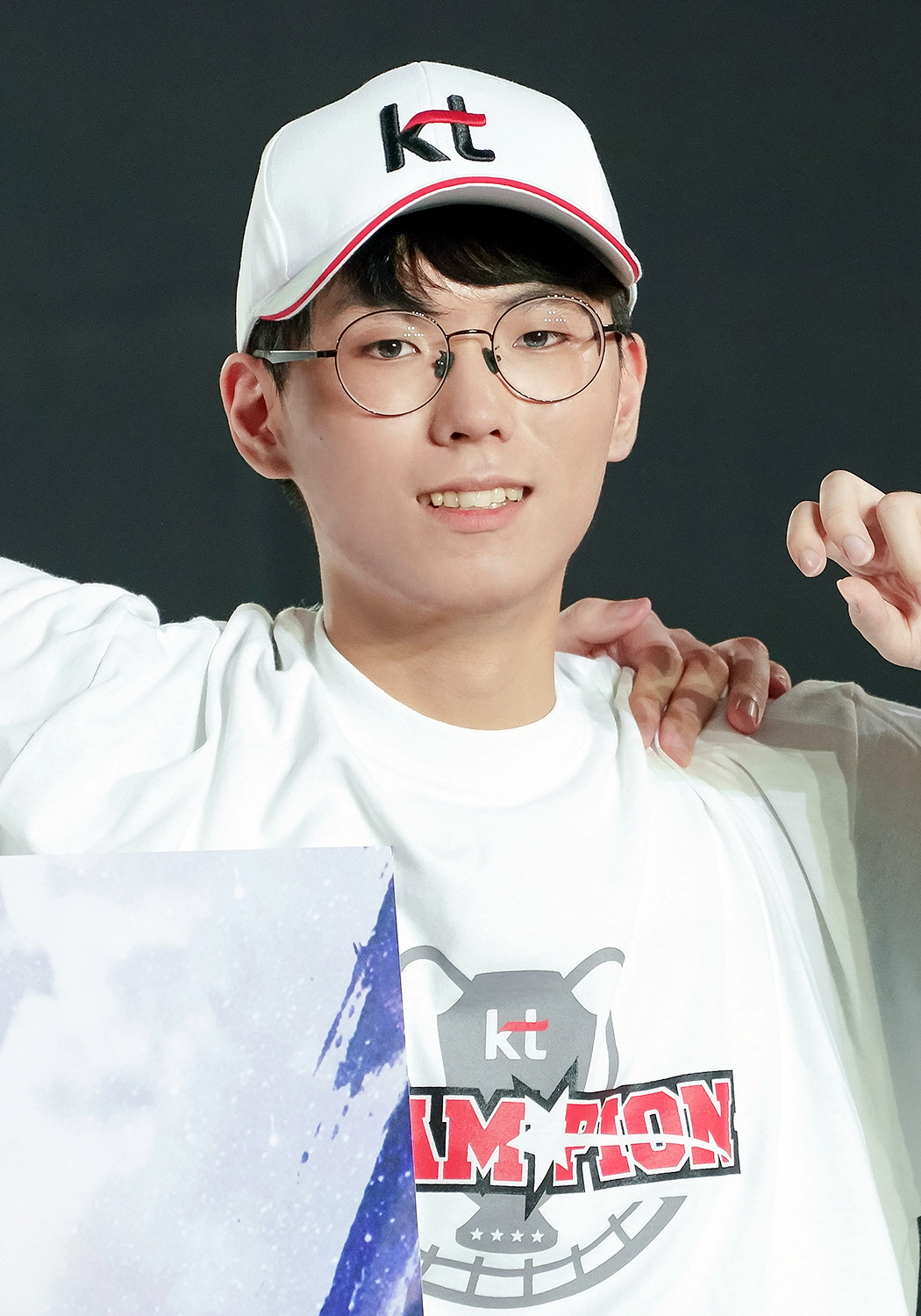
Ucal (2018)
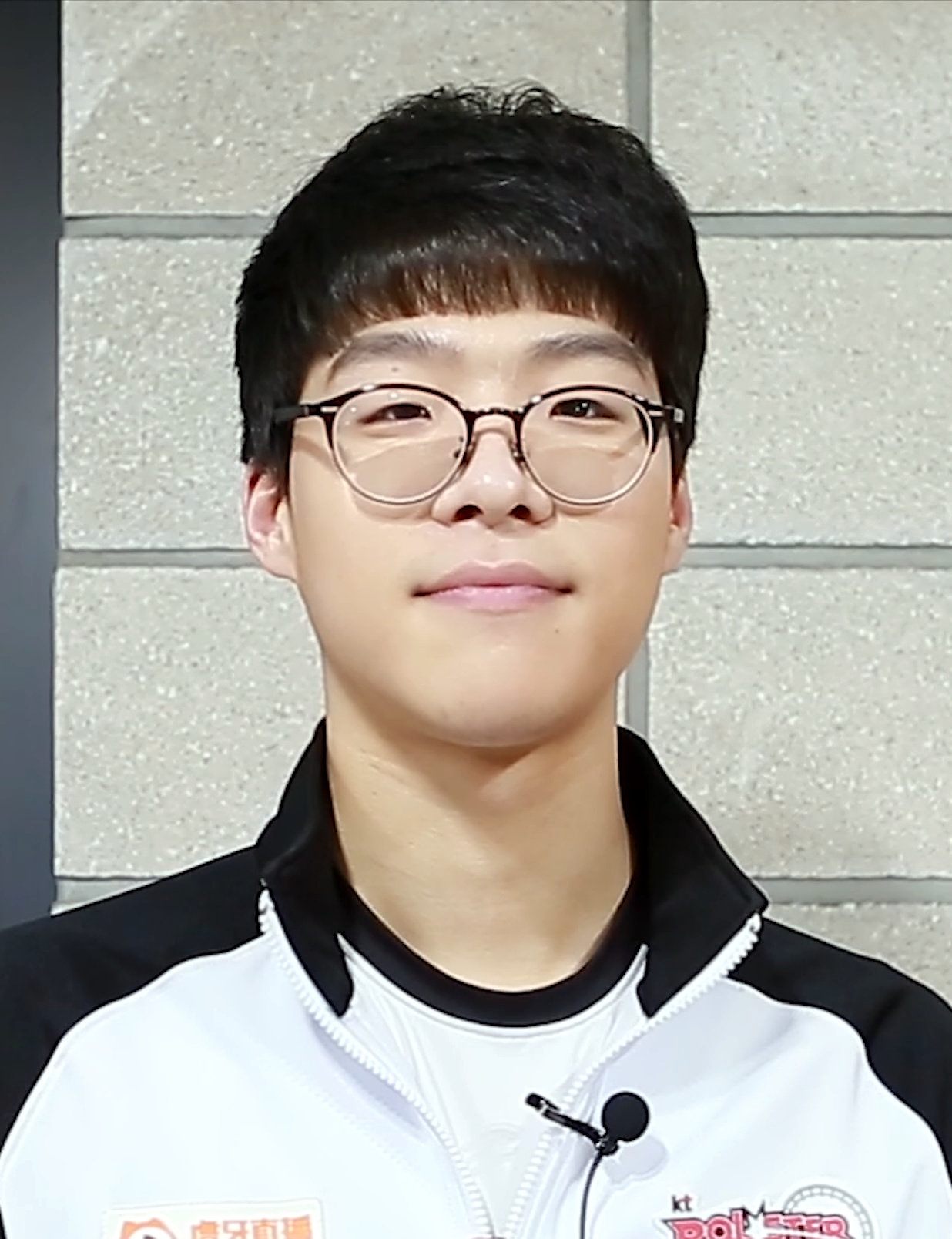
Smeb (2018)
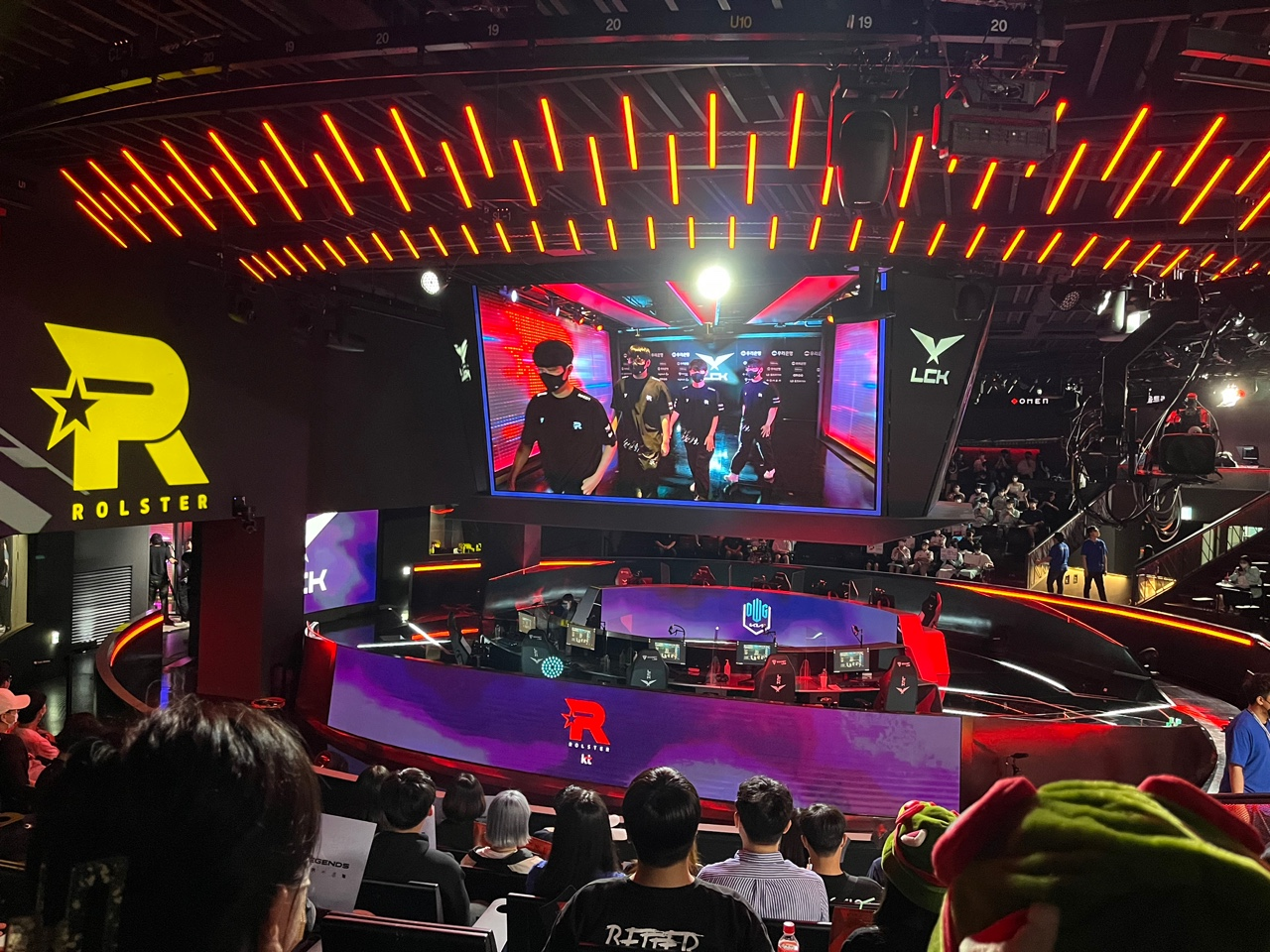
KT Rolster bei einem LCK-Ligaspiel (2022)

## Erfolge (Auszug)

### StarCraft: Brood War
Proleague
- SKY Proleague Round 3 2004 – 2. Platz
- SKY Proleague Round 1 2005 – 2. Platz
- SKY Proleague Round 2 2005 – 3. Platz
- SKY Proleague Grand Final 2005 – 2. Platz
- Shinhan Bank Winners League 2010 – 1. Platz
- Shinhan Bank Proleague 2010 – 1. Platz
- Shinhan Bank Proleague 2011 – 1. Platz
- SK Planet Proleague Season 1 2011-12 – 2. Platz

### StarCraft II
Proleague
- SK Planet Proleague 2014 – 1. Platz

### League of Legends
als KT Rolster
- LCK Summer 2015 – 2. Platz
- Weltmeisterschaft 2015 – 5.–8. Platz
- LCK Spring 2016 – 3. Platz
- LCK Summer 2016 – 2. Platz
- LCK Spring 2017 – 2. Platz
- LCK Summer 2017 – 3. Platz
- LCK Spring 2018 – 3. Platz
- LCK Summer 2018 – 1. Platz
- Weltmeisterschaft 2018 – 5.–8. Platz
- LCK Spring 2023 – 3. Platz

als KT Rolster Bullets
- OLYMPUS Champions Winter 2012–2013 – 3. Platz
- Asian Indoor & Martial Arts Games 2013 – 1. Platz
- HOT6iX Champions Summer 2013 – 2. Platz
- Pandora.tv Champions Winter 2013/14 – 3. Platz
- Intel Extreme Masters Season VIII World Championship – 1. Platz

als KT Rolster Arrows
- Hot6ix Champions Summer 2014 – 1. Platz